# Вільям Томас Грін Мортон
Вільям Томас Грін Мортон (англ. Morton William Thomas Green; 9 серпня 1819, Чарльтон (Массачусетс) — 15 липня 1868, Нью-Йорк) — американський стоматолог та хірург, відомий тим, що 16 жовтня 1846 року при видаленні підщелепної пухлини у пацієнта в Бостонській клініці уперше успішно використав анестезію (знеболювання). Як анестезуючу речовину використав діетиловий ефір. У наступному місяці Мортон продемонстрував застосування ефіру під час операції хворого з пухлиною в тому ж госпіталі, у якому двома роками раніше зазнав невдачі його партнер по практиці Горас Уеллс, який спробував використати для такої анестезії оксид азоту.